# Porla, Lojo

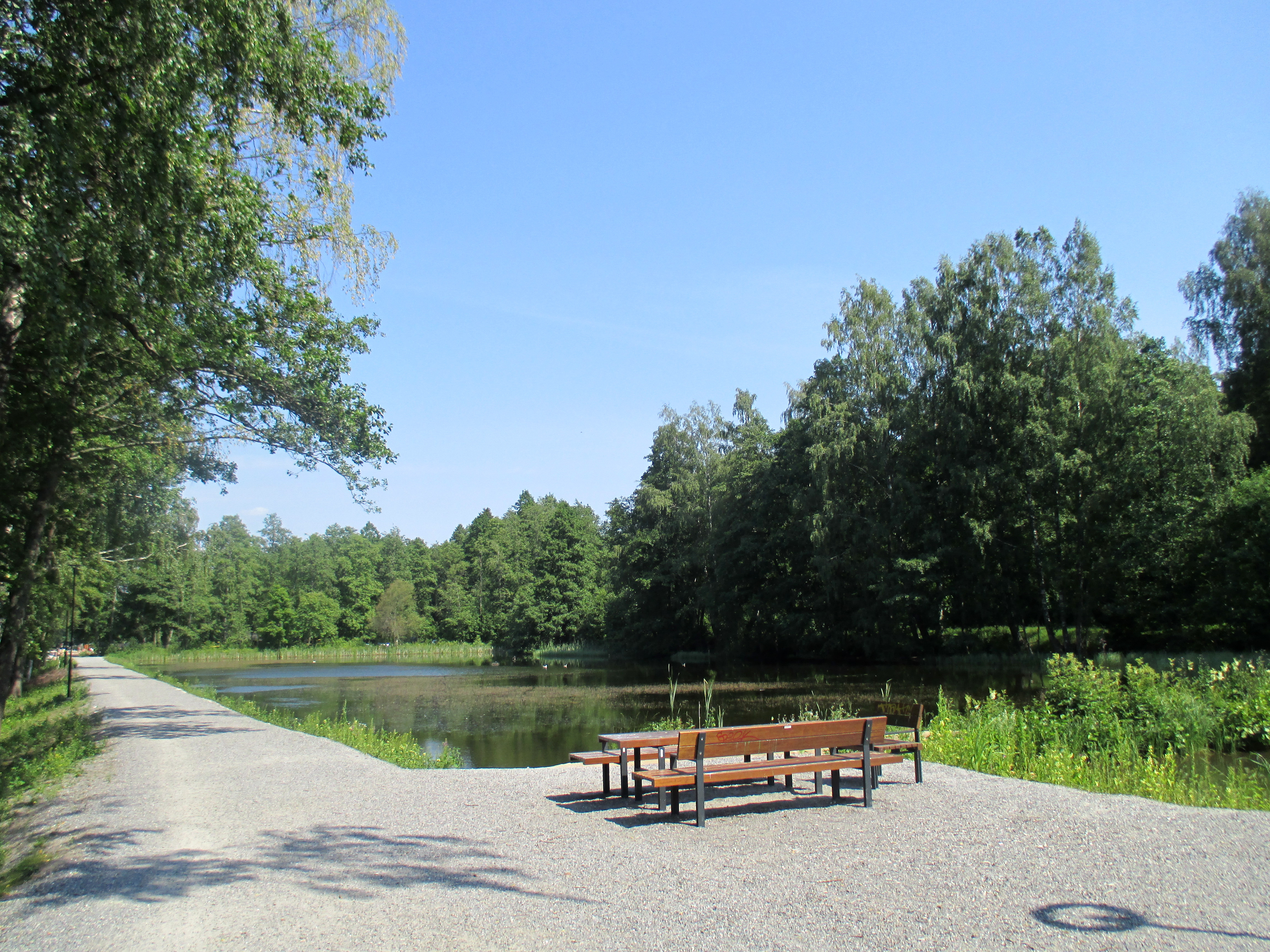
Porla i Lojo

Porla är en före detta fiskodlingsstation i Lojo i det finländska landskapet Nyland. Porla grundades av biologen Hugo Lagus år 1916 och fiskodlingsstationen var verksam fram till 1995. Numera är området en stadspark. Området sköts av föreningen Pro Porla.

## Historia
Det svenska ordet porla betyder sorlet från en bäck. Den lokala finska dialekten i Lojo lånade ordet från svenskan och började kalla området Porla på grund av källorna som finns där. Sjönivån av Lojo sjö sänktes på 1800-talet. År 1916 började Hugo Lagus bygga fiskuppfödningsdammar i området som nu inte längre var under vatten. Fiskodlingsstationen grundades eftersom det första världskriget hade orsakat en livsmedelsbrist i Finland. Fiskuppfödningen startade 1917 och året därpå kunde fiskyngel som vuxit upp i dammarna sättas ut i Lojo sjö. De första åren odlades främst röding.

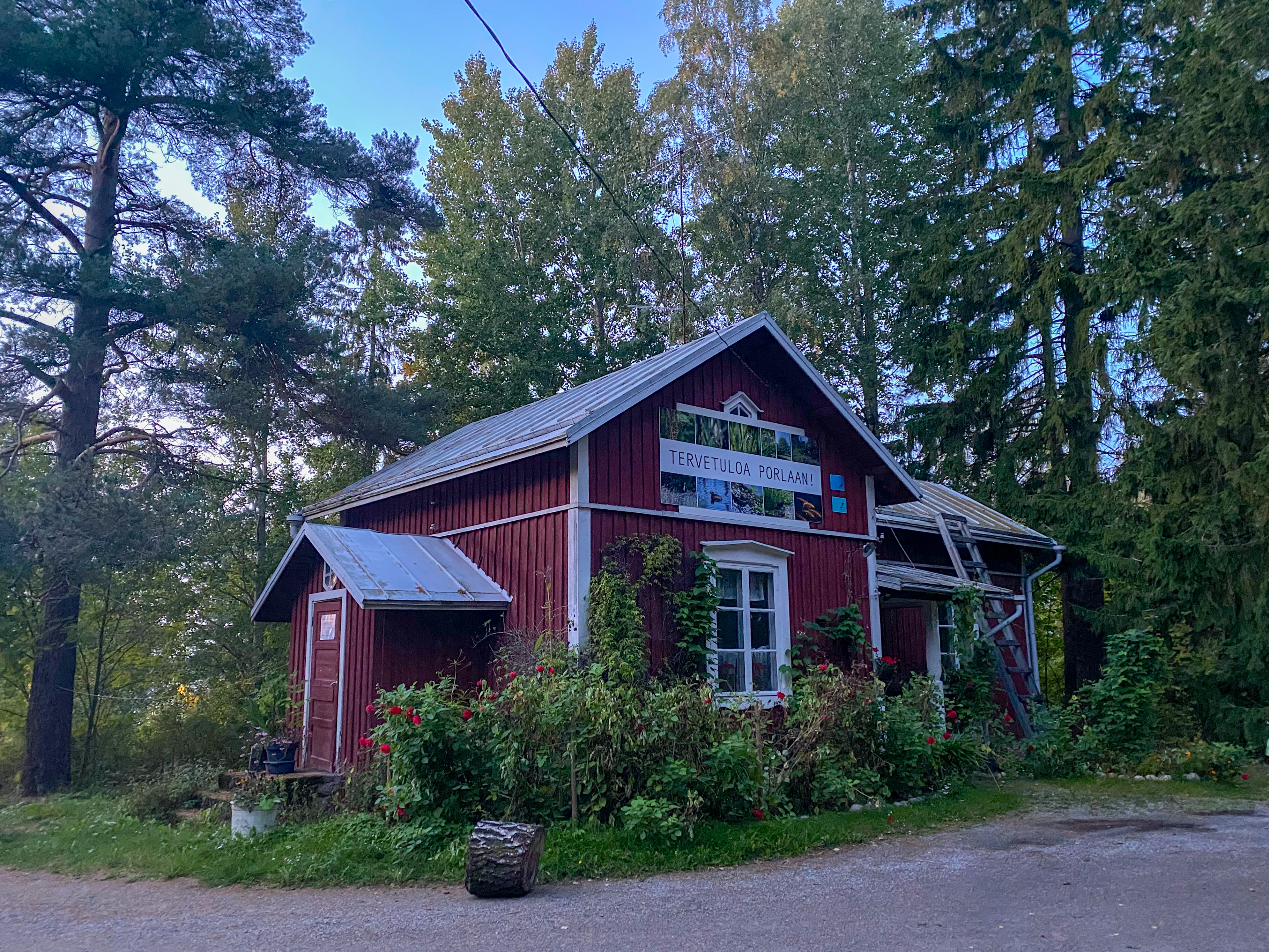
En av Porla fiskodlingsstationens byggnader på hösten 2023.

År 1949 arrenderades Porlas verksamhet ut till Fiskeristiftelsen. I slutet av 1950-talet var Porla Finlands största producent av laxfisk. 1978 övertog Statens vilt- och fiskeriforskningsinstitut Porlas verksamhet. Den statliga fiskodlingen fortsatte fram till 1995.
Under 2000-talet har området utvecklats till ett parkområde. Hotell och bostäder planerades i Porla men på grund av stora protester är planerna inte längre aktuella.